# 28581 Dyerlytle
28581 Dyerlytle este o planetă minoră (asteroid) din centura de asteroizi. A fost descoperită pe 11 martie 2000 la Stația Anderson Mesa de Lowell Observatory Near-Earth-Object Search. 
Obiectul prezintă o orbită caracterizată de o semiaxă mare de 2,2260405 UAi, o excentricitate de 0,12, o înclinație de 6,95194 ° în raport cu ecliptica.